# Adnan Bin Haji Mohd Jafar

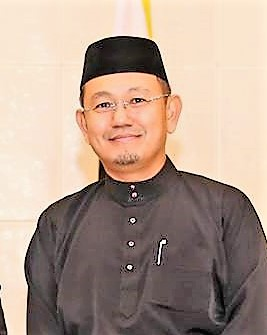
Haji Adnan Bin Haji Mohd Jafar (2019)

Adnan Bin Haji Mohd Jafar ist ein bruneiischer Beamter und Diplomat. Er trägt den Ehrentitel Haji.
Am 28. Februar 2019 übergab er seine Akkreditierung als Botschafter Bruneis in Osttimor an Präsident Francisco Guterres. Er folgte damit im Amt Norazlianah binti Ibrahim. Zuvor war Adnan stellvertretender permanenter Sekretär im Ministerium für Außenangelegenheiten und Handel und von 2008 an bruneiischer Hochkommissar in Australien. Am 17. November 2020 erfolgte die offizielle Verabschiedung aus seiner Amtszeit als Botschafter in Osttimor.
Adnan ist verheiratet mit Dayangku Salina binti Pengiran Haji Alli.